# Parmentiera aculeata
El cuajilote, guajilote, huachilote, turi, cacao de mono , jilote de árbol , chote o pepino kat (en Yucatán) (Parmentiera aculeata) es un árbol que habita en la selva baja caducifolia en amplias extensiones en el sur y centro de México. Sus flores crecen directamente en el tronco del árbol. El fruto es alargado y carnoso con surcos longitudinales y es comestible. Sus hojas están compuestas por 2 a 3 foliolos. En Venezuela recibe el nombre de camburito, por la forma similar de su fruto con un cambur o banana. La palabra cuajilote procede del náhuatl  “cuahuitl”, árbol, y “xilotl” = Jilote de árbol. Habita en climas desde cálidos a templados, desde el nivel del mar hasta los 2,240 m s. n. m.

## Descripción
Se trata de un árbol perennifolio o facultativamente caducifolio que llega a crecer hasta 12 o 15 metros de altura, de troncos gruesos y corteza agrietada, muy ramificado desde la base.
Tronco principal hasta de 30 cm de diámetro a la altura del pecho, acanalado en la base y con hendiduras a lo largo del mismo, marcadas ligeramente de color café amarillento, con espinas curvas en los nudos de las ramas. Las ramillas ligeramente pubescentes en la juventud.
Las hojas son opuestas, sub opuestas o rara vez alternas miden de 6 a 15 cm de largo, compuestas por 2 a 3 folíolos que miden de 1.5 x 3.5 cm hasta 8 x 3 cm, el folíolo terminal o de la punta, generalmente es más grande; el margen de los folíolos entero es de color verde oscuro en el haz y en el envés, verde pálido.
Las flores crecen en el tronco y en los extremos de las ramas, son solitarias o agrupadas de color, verdoso-blancas, con rayas púrpuras; nacen directamente del tronco y las ramas gruesas, o en las terminaciones de las mismas, de 5 a 8 cm de largo. El tiempo de desarrollo del cuajilote, de una flor a un fruto maduro, es de cuarenta días aproximadamente.
El fruto que caracteriza esta especie, es alargado y carnoso, hasta de 20 cm de largo y 6.5 cm de diámetro provisto de costillas prominentes, de color verde amarillento y fibroso en el interior. Contiene numerosas semillas pequeñas, de aproximadamente 3.5 mm de diámetro y delgadas parecidas a las del chile.

## Distribución
Es originario de México y el Norte de América Central. Especie distribuida ampliamente en las regiones tropicales de México, llegando su área natural hasta El Salvador y Honduras. Naturalizada en algunas partes de Australia. Cultivada en otras zonas de América tropical y en el Antiguo Mundo.  En México se puede encontrar en los estados de Sinaloa, Tamaulipas, San Luis Potosí, Querétaro, Hidalgo, Nayarit, Colima, Michoacán, Edo. de México, Morelos, Puebla, Veracruz, Guerrero, Oaxaca, Tabasco, Chiapas y Campeche. Dada su tendencia a prosperar en situaciones de disturbio y la protección que le otorga el hombre, no tiene problemas de sobrevivencia en el presente.

## Hábitat
Crece en huertos y está asociado con la selva tropical caducifolia y perennifolia; matorral xerófilo, bosque mesófilo de montaña, de encino y pino. Se encuentra en climas cálidos, semicálidos y templados desde nivel del mar hasta los 2,240 m de altura sobre el nivel del mar. Temperatura media anual donde mejor se desarrolla es de 20 - 29 °C y con una precipitación anual de 800 a 1,200 mm anuales. Suelo: desde sedimentario hasta volcánico.
Planta propia de la vegetación secundaria derivada de diferentes tipos de bosques tropicales. En algunas partes se le protege como árbol de sombra en potreros, en alrededores de casas y en huertos familiares.

## Usos
Puede consumirse crudo o cocido; su consumo está restringido prácticamente a las zonas donde el cuajilote prospera, donde también se emplea como alimento de forraje.

## Usos en la medicina popular
Tiene usos herbolarios. Tanto el fruto como la corteza y la raíz son empleados por los curanderos mexicanos en el tratamiento de algunas afecciones del riñón, especialmente Cálculos renales y vesicales (Morales-Sánchez, 2015). Pérez et al. (2000) reportan la presencia del guaianólido lactucin-8-metilacrilato obtenido a partir del extracto clorofórmico de frutos secos, como compuesto activo]. Su fruto es rico en vitamina A, pero, como se ha dicho, no goza de gran popularidad en el mercado de alimentos en México.

## Estado de conservación
En Chiapas el cuajilote es un árbol del cual los frutos son ampliamente utilizados como forraje del ganado, como sombra para el ganado, para el uso como leña, como cercas vivas, para consumo humano, de uso medicinal y para la elaboración de diversos utensilios agrícolas. Por lo tanto, se trata de una especie de uso múltiple, desde Veracruz hasta El Salvador y Guatemala. León y Poveda (2000) también reportan la especie como forrajera y de uso múltiple en la zona de bosques secos y subhúmedos de Guanacaste, Costa Rica, probablemente como introducción prehispánica.  A pesar de ser una especie de uso múltiple, no es una especie que se encuentre en alguna categoría de la norma 059 2010 de la SEMARNAT.